# Futtermaßel
Der Futtermaßel, auch Futtermassel, war das so genannte Viertelmaß und ein österreichisches, genau ein niederösterreichisches, Volumen- und Getreidemaß.
Die Maßkette war
- 1 Futtermaßel = 2 Becher = 4 halbe Becher = 8 Viertelbecher = 16 Achtelbecher = 32 Sechzehntelbecher = 64 Zweiunddreißigstelbecher (groß)
- 1 Futtermaßel = 48 4/9 Pariser Kubikzoll = 48,4428 Pariser Kubikzoll = 24/25 Liter

Die 16 Achtelbecher werden auch Getreideprob-Metzen bezeichnet.
Einzelne Maßverhältnisse waren
- 2 Futtermaßel = Halbmaßel
- 4 Futtermaßel = 1 Maßel
- 8 Futtermaßel = 1 Achtel
- 16 Futtermaßel = 1 Viertel
- 32 Futtermaßel = ½ Metzen
- 64 Futtermaßel = 1 Metzen